# Хальварссон, Элла
Элла Хальварссон (швед. Ella Karin Anna Halvarsson; род. 22 октября 1999, Бурленге, Даларна) — шведская биатлонистка, двукратный призёр чемпионата мира 2025 года. Победительница и призёр этапов Кубка мира.

## Карьера
Элла Хальварссон родилась 22 октября 1999 года в Бурлэнге.
Хальварссон приняла участие юниорском чемпионате мира 2018 года, где в составе шведской команды выиграла золото в эстафете.
В сезоне 2020/2021 годов Элла дебютировала в Кубке IBU. Лучшим результатом спортсменки из Швеции стало 5 место в спринте и одиночной смешанной эстафете на этапе в Арбере.
В марте 2023 года Хальварссон дебютировала на этапе Кубка мира. В Эстерсунде приняла участие в индивидуальной гонке и заняла 33 место.
В сезоне 2024/2025 годов Элла вошла в состав сборной Швеции для участия в Кубке мира. На первом этапе в Контиолахти завоевала две медали: золото в одиночной смешанной эстафете и серебро в индивидуальной гонке.
В Ленцерхайде на чемпионате мира 2025 года в составе шведской четвёрки завоевала бронзовую медаль в эстафете, а также стала серебряным призёром в индивидуальной гонке на 15 км.

## Выступления

### Чемпионаты мира
| Соревнование     | Индивидуальная | Спринт | Преследование | Масс-старт | Эстафета | Смешанная эстафета | Сингл-микст |
| ---------------- | -------------- | ------ | ------------- | ---------- | -------- | ------------------ | ----------- |
| 2025 Ленцерхайде | 2              | 9      | 9             | 17         | 3        | -                  | 5           |